# 賞金奪い合いネタバトル ソウドリ〜SOUDORI〜
『賞金奪い合いネタバトル ソウドリ〜SOUDORI〜』（しょうきんうばいあいネタバトル ソウドリ）は、2021年4月27日（26日深夜）から2024年3月26日（25日深夜）までTBS系列で放送されていたTBSテレビ制作のバラエティ番組。

## 概要
2021年3月、地上波での放送からParaviでの配信に移行した『有田ジェネレーション』の後継番組としてスタート。有田選りすぐりの芸人たちがトーナメント戦に出場し、自慢のネタで賞金を奪い合うというもの。各ブロックの勝者が獲得する賞金額は25名の一般審査員からの得票数で決定。1票4000円の換算で、得票数×4000円が賞金額となる。各ブロックの勝者4組が決勝戦で激突し、優勝者はブロック勝者の獲得賞金を総取りできる。決勝戦で審査員の票数が同じだった場合は、1回戦の獲得賞金額が多い方が優勝者となる。
司会を務める有田とTBSテレビの女性アナウンサーが、レギュラー版の初期に出演していた宇賀神メグを除いて、本名と異なるカタカナ表記の名義（有田の場合には「ドン・アリタ」）で出演することが特徴。女性アナウンサーは鮮やかな色のウィッグとガウンを着用していて、「メグ・ウガジン」として出演していた宇賀神および、苗字を氏名風に称している若林有子（「ワカ・バヤシ」という名義で2023年10月から半年間出演）以外の人物は、「本名の一部をもじった名前＋公の活動で使用する名前と同じ苗字」というパターンに沿った名義を代々用いている。
2021年7月6日22時より初の全国ネットで1時間スペシャルが放送。出場6組がレギュラー放送時の5倍である最大賞金200万円を奪い合った。
2021年10月2日に「お笑いの日2021」内の企画として、当番組初の生放送を実施。この日はお笑いの日SPバトルとして、賞レースを制した芸人が賞金獲得を目指し、競い合った。また生放送ということもあり、賞金額と勝者は視聴者のdボタンを用いたリアルタイム投票によって決められ、得票率×1万円（得票率は小数点無し）が賞金額となった。
2022年4月5日からシーズン終了と新シーズン開始の間の回で有田が徳井健太（平成ノブシコブシ）とお笑いを語る対談企画「解体新笑」も開始した。
2023年6月20日からは上述の「ソウドリ解体新笑」から派生した「解体新笑LIVE」がスタート。先に有田・徳井が芸人のネタを見た感想・分析（レビュー）を流し、視聴者はそれを踏まえた上で実際のネタを見るという従来のお笑いLIVEとは真逆の構成となっている。シーズン1では出場芸人たちの順位付けがされなかったが、「それだと『ソウドリ』にならない」という理由からシーズン2以降は有田・徳井の合議制で「MVP」を決定し、その1組に賞金（金額は不明）が贈呈されるようになった。
2024年3月26日放送回をもって、レギュラー放送を終了。

## 出演者
特記しない人物は、出演の時点でTBSテレビのアナウンサー。

### 司会

#### レギュラー放送の終了時点
- 有田哲平（くりぃむしちゅー）-「ドン・アリタ」
- 佐々木舞音 -「マイ・ササキ」 2023年6月20日放送回から出演
- 若林有子 - 「ワカ・バヤシ」　2023年10月24日放送回から出演
- 山形純菜 - 「ナ・ジュン」2023年12月12日放送回から出演
- 徳井健太（平成ノブシコブシ）ｰ「解体新笑」コーナーに出演

#### 過去
- 宇賀神メグ -「メグ・ウガジン」 レギュラー版初回から2021年10月2日放送の「ソウドリ・チャンピオンカーニバル」まで出演。
- 野村彩也子 -「サヤ・ノムラ」 レギュラー版初回から2023年5月30日放送回まで出演。
- 山本里菜 -「リー・ヤマモト」 2021年10月4日放送のレギュラー版から出演。2023年10月31日付でTBSテレビを退社することに伴って、同月10日放送回で卒業した。

### ゲストMC
- 夏菜（女優）-「ナツナ・アマゾネス」（1時間スペシャル）[8]

### 特別ゲスト
- ダウンタウン（浜田雅功 -「ギャング・ハマダ」、松本人志 -「キング・マツモト」）[9][10]

## 歴代優勝者
| シーズン         | 芸人名                                           | キャッチフレーズ         | 獲得賞金   |
| ---------------- | ------------------------------------------------ | ------------------------ | ---------- |
| 1                | Aマッソ                                          | 笑いの革命女戦士         | 18万円     |
| 2                | 怪奇!YesどんぐりRPG                              | 秒殺のトリプルギャガー   | 21万6000円 |
| 3                | 大谷健太                                         | 高速のワードマジシャン   | 22万4000円 |
| 4                | 学天即                                           | からくりの話術師         | 22万円     |
| 5                | スタンダップコーギー                             | 焦燥の闘犬バカ           | 20万8000円 |
| 6                | 東京ホテイソン                                   | MANZAIトラディショナル   | 21万2000円 |
| 7                | レイザーラモンRG                                 | ジ・アウトシングサイダー | 22万8000円 |
| 8                | ガクテンソク                                     | からくりの話術師         | 22万4000円 |
| 9                | 男性ブランコ                                     | 遊戯場のコントアクター   | 21万4000円 |
| 10               | 5GAP                                             | ドタバタ12面相           | 22万4000円 |
| 11               | シャウト!!（サンシャイン池崎＆バイク川崎バイク） | 絶叫の暴走バカ二輪       | 20万4000円 |
| 12               | 青色1号                                          | 新星ブルーライジング     | 23万6000円 |
| 13               | 9番街レトロ                                      | 路地裏のジョーカー       | 20万8000円 |
| 14               | ケビンス                                         | 戦慄のパワフルスナイパー | 19万6000円 |
| 15               | さすらいラビー                                   | 憑依の奇変人劇場         | 22万8000円 |
| 16               | 5GAP                                             | 怪人バカ20面相           | 16万4000円 |
| 17               | チャンス大城                                     |                          | 10万円     |
| 18（ファイナル） | ひつじねいり                                     | 三四郎 愛のゴリ推し芸人  | 6万円      |

### 解体新笑LIVE（MVP)
| シーズン | 芸人名             |
| -------- | ------------------ |
| 2        | キャプテンバイソン |
| 3        | スナフキンズ       |

### スペシャル王者
| 芸人名     | キャッチフレーズ           | 獲得賞金 |
| ---------- | -------------------------- | -------- |
| ミキ       | ザ・漫才ブラッド           | 112万円  |
| どぶろっく | 偏見のダーティージョーカー | 113万円  |

## 記録
| 項目                     | 記録       | 記録保持者   | 放送日         |
| ------------------------ | ---------- | ------------ | -------------- |
| 最高獲得賞金(週)         | 8万4000円  | 男性ブランコ | 2022年4月26日  |
| 最高獲得賞金(シーズン)   | 23万6000円 | 青色1号      | 2022年10月10日 |
| 最高獲得賞金(通算)       | 38万8000円 | 5GAP         | 2023年5月8日   |
| 最高獲得賞金(スペシャル) | 113万円    | どぶろっく   | 2021年10月2日  |

## 放送リスト
| 2021年（令和3年） | 2021年（令和3年）                                  | 2021年（令和3年）                | 2021年（令和3年）                                                   | 2021年（令和3年）              | 2021年（令和3年）              | 2021年（令和3年） |
| 放送日時          | シーズン                                           | ブロック名                       | ブロック名                                                          | 出演芸人（太字はその回の勝者） | キャッチフレーズ               | 獲得賞金          |
| ----------------- | -------------------------------------------------- | -------------------------------- | ------------------------------------------------------------------- | ------------------------------ | ------------------------------ | ----------------- |
| 4月27日           | シーズン1                                          | A                                | 異種格闘技 賞レースファイナリストバトル                             | 滝音                           | 一撃のワードヒットマン         | 4万円             |
| 4月27日           | シーズン1                                          | A                                | 異種格闘技 賞レースファイナリストバトル                             | 錦鯉                           | おっさんずバカ一代             | 4万円             |
| 4月27日           | シーズン1                                          | A                                | 異種格闘技 賞レースファイナリストバトル                             | ZAZY                           | 金髪のフリップ怪人             | 4万円             |
| 5月4日            | シーズン1                                          | B                                | 男女コンビNo.1は誰だ？ ボケ女が引っ張る男女コンビバトル             | ラランド                       | ノンストップ・ラフ             | 5万6000円         |
| 5月4日            | シーズン1                                          | B                                | 男女コンビNo.1は誰だ？ ボケ女が引っ張る男女コンビバトル             | フタリシズカ                   | 静寂のロマンス劇場             | 5万6000円         |
| 5月4日            | シーズン1                                          | B                                | 男女コンビNo.1は誰だ？ ボケ女が引っ張る男女コンビバトル             | 蛙亭                           | 戦慄アブノーマル               | 5万6000円         |
| 5月11日           | シーズン1                                          | C                                | 発想力No.1は誰だ？ オンリーワン世界観コントバトル                   | Aマッソ                        | 笑いの革命女戦士               | 4万円             |
| 5月11日           | シーズン1                                          | C                                | 発想力No.1は誰だ？ オンリーワン世界観コントバトル                   | ビスケットブラザーズ           | 妄想奇天烈兄弟                 | 4万円             |
| 5月11日           | シーズン1                                          | C                                | 発想力No.1は誰だ？ オンリーワン世界観コントバトル                   | GAG                            | 不揃いの三連星                 | 4万円             |
| 5月18日           | シーズン1                                          | D                                | 芸人が認める芸人は誰だ？ 劇場バズり芸人バトル                       | 5GAP                           | ドタバタ12面相                 | 4万4000円         |
| 5月18日           | シーズン1                                          | D                                | 芸人が認める芸人は誰だ？ 劇場バズり芸人バトル                       | プラス・マイナス               | 豪腕ハイテンション             | 4万4000円         |
| 5月18日           | シーズン1                                          | D                                | 芸人が認める芸人は誰だ？ 劇場バズり芸人バトル                       | ランジャタイ                   | 暴走ボケ機関車                 | 4万4000円         |
| 5月25日           | シーズン1                                          | シーズン1 決勝戦                 | シーズン1 決勝戦                                                    | 蛙亭                           |                                | 18万円            |
| 5月25日           | シーズン1                                          | シーズン1 決勝戦                 | シーズン1 決勝戦                                                    | 錦鯉                           |                                | 18万円            |
| 5月25日           | シーズン1                                          | シーズン1 決勝戦                 | シーズン1 決勝戦                                                    | ランジャタイ                   |                                | 18万円            |
| 5月25日           | シーズン1                                          | シーズン1 決勝戦                 | シーズン1 決勝戦                                                    | Aマッソ                        |                                | 18万円            |
| 6月1日            | シーズン2                                          | A                                | 3大お笑い事務所頂上決戦！ 劇場看板芸人ネタバトル                    | ダイタク                       | 進撃のべしゃりツインズ         | 4万円             |
| 6月1日            | シーズン2                                          | A                                | 3大お笑い事務所頂上決戦！ 劇場看板芸人ネタバトル                    | ザ・マミィ                     | コント黙示録                   | 4万円             |
| 6月1日            | シーズン2                                          | A                                | 3大お笑い事務所頂上決戦！ 劇場看板芸人ネタバトル                    | ゼンモンキー                   | 超新星トライアングル           | 4万円             |
| 6月8日            | シーズン2                                          | B                                | 真のエースは誰だ！ キングオブ有田ジェネレーションズバトル           | ジェラードン                   | 顔面ストロングモンスター       | 6万8000円         |
| 6月8日            | シーズン2                                          | B                                | 真のエースは誰だ！ キングオブ有田ジェネレーションズバトル           | コウテイ                       | 突貫暴君                       | 6万8000円         |
| 6月8日            | シーズン2                                          | B                                | 真のエースは誰だ！ キングオブ有田ジェネレーションズバトル           | ネルソンズ                     | 肉弾三銃士                     | 6万8000円         |
| 6月15日           | シーズン2                                          | C                                | 笑いを奏でるギタリストは誰だ！ 最強ギター芸人バトル                 | アイロンヘッド                 | 鋼鉄の絶対音感                 | 5万2000円         |
| 6月15日           | シーズン2                                          | C                                | 笑いを奏でるギタリストは誰だ！ 最強ギター芸人バトル                 | ヤンシー＆マリコンヌ           | 新喜劇最強の遺伝子             | 5万2000円         |
| 6月15日           | シーズン2                                          | C                                | 笑いを奏でるギタリストは誰だ！ 最強ギター芸人バトル                 | ラニーノーズ                   | 魅惑の歌ネタ貴公子             | 5万2000円         |
| 6月22日           | シーズン2                                          | D                                | 記憶より1回の大爆笑！ 面白いだけで何も残らないネタバトル            | 怪奇!YesどんぐりRPG            | 秒殺のトリプルギャガー         | 5万6000円         |
| 6月22日           | シーズン2                                          | D                                | 記憶より1回の大爆笑！ 面白いだけで何も残らないネタバトル            | トム・ブラウン                 | 戦慄の豪腕カオス               | 5万6000円         |
| 6月22日           | シーズン2                                          | D                                | 記憶より1回の大爆笑！ 面白いだけで何も残らないネタバトル            | サンタモニカ                   | 暴走ナンセンスルーキー         | 5万6000円         |
| 6月29日           | シーズン2                                          | シーズン2 決勝戦                 | シーズン2 決勝戦                                                    | ダイタク                       |                                | 21万6000円        |
| 6月29日           | シーズン2                                          | シーズン2 決勝戦                 | シーズン2 決勝戦                                                    | ネルソンズ                     |                                | 21万6000円        |
| 6月29日           | シーズン2                                          | シーズン2 決勝戦                 | シーズン2 決勝戦                                                    | アイロンヘッド                 |                                | 21万6000円        |
| 6月29日           | シーズン2                                          | シーズン2 決勝戦                 | シーズン2 決勝戦                                                    | 怪奇!YesどんぐりRPG            |                                | 21万6000円        |
| 7月6日            | シーズン3                                          | A                                | 最強の女芸人は誰だ！ お笑い3大ジャンル統一戦ネタバトル              | はなしょー                     | 熱演パワフル劇場               | 7万2000円         |
| 7月6日            | シーズン3                                          | A                                | 最強の女芸人は誰だ！ お笑い3大ジャンル統一戦ネタバトル              | ヒコロヒー                     | 毒舌のウーマンアウトロー       | 7万2000円         |
| 7月6日            | シーズン3                                          | A                                | 最強の女芸人は誰だ！ お笑い3大ジャンル統一戦ネタバトル              | Dr.ハインリッヒ                | 時計じかけのしゃべくり姉妹     | 7万2000円         |
| 7月6日            | 1時間スペシャル                                    | A                                | センターマイク頂上決戦！ 漫才3大スタイル最強バトル！                | 錦鯉                           | おっさんずバカ一代             | 62万円            |
| 7月6日            | 1時間スペシャル                                    | A                                | センターマイク頂上決戦！ 漫才3大スタイル最強バトル！                | オズワルド                     | 冷徹のシュールメーカー         | 62万円            |
| 7月6日            | 1時間スペシャル                                    | A                                | センターマイク頂上決戦！ 漫才3大スタイル最強バトル！                | ミキ                           | ザ・漫才ブラッド               | 62万円            |
| 7月6日            | 1時間スペシャル                                    | B                                | お笑い世代闘争！ 3世代コント師最強バトル！                          | 空気階段                       | 踊り場の怪人                   | 50万円            |
| 7月6日            | 1時間スペシャル                                    | B                                | お笑い世代闘争！ 3世代コント師最強バトル！                          | ずん                           | 脱力のギャガー軍曹             | 50万円            |
| 7月6日            | 1時間スペシャル                                    | B                                | お笑い世代闘争！ 3世代コント師最強バトル！                          | おいでやす小田                 | 絶叫ファンタジスタ             | 50万円            |
| 7月6日            | 1時間スペシャル                                    | 決勝戦                           | 決勝戦                                                              | ミキ                           |                                | 112万円           |
| 7月6日            | 1時間スペシャル                                    | 決勝戦                           | 決勝戦                                                              | 空気階段                       |                                | 112万円           |
| 7月20日           | シーズン3                                          | B                                | 最強の小道具王は誰だ！ 小道具芸人ネタバトル                         | キャツミ                       | 情熱ボディミュージカル         | 6万4000円         |
| 7月20日           | シーズン3                                          | B                                | 最強の小道具王は誰だ！ 小道具芸人ネタバトル                         | ななまがり                     | 漆黒の奇天烈アクター           | 6万4000円         |
| 7月20日           | シーズン3                                          | B                                | 最強の小道具王は誰だ！ 小道具芸人ネタバトル                         | クロスバー直撃                 | 四次元小道具マスター           | 6万4000円         |
| 7月27日           | シーズン3                                          | C                                | オンリーワンの漫才師は誰だ！ 個性派ツッコミ漫才バトル               | 大自然                         | 低音ボイスの爆撃機             | 4万8000円         |
| 7月27日           | シーズン3                                          | C                                | オンリーワンの漫才師は誰だ！ 個性派ツッコミ漫才バトル               | ネイチャーバーガー             | 轟のツッコミボルテージ         | 4万8000円         |
| 7月27日           | シーズン3                                          | C                                | オンリーワンの漫才師は誰だ！ 個性派ツッコミ漫才バトル               | キュウ                         | 静かなるお笑いアサシン         | 4万8000円         |
| 8月3日            | シーズン3                                          | 激闘のシーズン3 ダイジェスト版   | 激闘のシーズン3 ダイジェスト版                                      | はなしょー                     |                                |                   |
| 8月3日            | シーズン3                                          | 激闘のシーズン3 ダイジェスト版   | 激闘のシーズン3 ダイジェスト版                                      | キャツミ                       |                                |                   |
| 8月3日            | シーズン3                                          | 激闘のシーズン3 ダイジェスト版   | 激闘のシーズン3 ダイジェスト版                                      | キュウ                         |                                |                   |
| 8月10日           | シーズン3                                          | D                                | 最強のめくり手は誰だ！ フリップ芸人四つ巴バトル                     | 大谷健太                       | 高速のワードマジシャン         | 4万円             |
| 8月10日           | シーズン3                                          | D                                | 最強のめくり手は誰だ！ フリップ芸人四つ巴バトル                     | 高田ぽる子                     | 不可思議紙芝居少女             | 4万円             |
| 8月10日           | シーズン3                                          | D                                | 最強のめくり手は誰だ！ フリップ芸人四つ巴バトル                     | 篠宮暁（オジンオズボーン）     | ザ・ストロングギャガー         | 4万円             |
| 8月10日           | シーズン3                                          | D                                | 最強のめくり手は誰だ！ フリップ芸人四つ巴バトル                     | ヒューマン中村                 | 言葉遊びの錬金術師             | 4万円             |
| 8月17日           | シーズン3                                          | シーズン3 決勝戦                 | シーズン3 決勝戦                                                    | はなしょー                     |                                | 22万4000円        |
| 8月17日           | シーズン3                                          | シーズン3 決勝戦                 | シーズン3 決勝戦                                                    | キャツミ                       |                                | 22万4000円        |
| 8月17日           | シーズン3                                          | シーズン3 決勝戦                 | シーズン3 決勝戦                                                    | キュウ                         |                                | 22万4000円        |
| 8月17日           | シーズン3                                          | シーズン3 決勝戦                 | シーズン3 決勝戦                                                    | 大谷健太                       |                                | 22万4000円        |
| 8月24日           | シーズン4                                          | A                                | お客様満足度No.1は誰だ！ ライブ即完コント師バトル                   | ロングコートダディ             | 脱力イノセントワールド         | 4万4000円         |
| 8月24日           | シーズン4                                          | A                                | お客様満足度No.1は誰だ！ ライブ即完コント師バトル                   | 男性ブランコ                   | 遊技場のコントアクター         | 4万4000円         |
| 8月24日           | シーズン4                                          | A                                | お客様満足度No.1は誰だ！ ライブ即完コント師バトル                   | ポンループ                     | 前説からの緊急参戦             | 4万4000円         |
| 8月31日           | シーズン4                                          | B                                | 最強の万人ウケは誰だ！ キングオブベタバトル                         | なすなかにし                   | 反逆のいぶし銀                 | 6万円             |
| 8月31日           | シーズン4                                          | B                                | 最強の万人ウケは誰だ！ キングオブベタバトル                         | TOKYO COOL                     | 全力爆弾ジジイ                 | 6万円             |
| 8月31日           | シーズン4                                          | B                                | 最強の万人ウケは誰だ！ キングオブベタバトル                         | アントワネット                 | 革命のダジャレ王子             | 6万円             |
| 8月31日           | シーズン4                                          | B                                | 最強の万人ウケは誰だ！ キングオブベタバトル                         | カップルノテイ                 | 偽りのラフゲーム               | 6万円             |
| 9月7日            | シーズン4                                          | C                                | 芸歴15年以上集結！ 無冠の実力派漫才師バトル                         | タイムマシーン3号              | 時空の重量リーパー             | 5万6000円         |
| 9月7日            | シーズン4                                          | C                                | 芸歴15年以上集結！ 無冠の実力派漫才師バトル                         | 学天即                         | からくり話術師                 | 5万6000円         |
| 9月7日            | シーズン4                                          | C                                | 芸歴15年以上集結！ 無冠の実力派漫才師バトル                         | 囲碁将棋                       | 対局の漫才棋士                 | 5万6000円         |
| 9月14日           | シーズン4                                          | D                                | 笑いの偏差値No.1は誰だ！ 大学お笑いサークル出身芸人バトル           | サスペンダーズ                 | 不条理の人間劇場               | 6万円             |
| 9月14日           | シーズン4                                          | D                                | 笑いの偏差値No.1は誰だ！ 大学お笑いサークル出身芸人バトル           | ママタルト                     | 肉弾パワフルハリケーン         | 6万円             |
| 9月14日           | シーズン4                                          | D                                | 笑いの偏差値No.1は誰だ！ 大学お笑いサークル出身芸人バトル           | まんぷくユナイテッド           | 泥だらけの闘魂                 | 6万円             |
| 9月14日           | シーズン4                                          | D                                | 笑いの偏差値No.1は誰だ！ 大学お笑いサークル出身芸人バトル           | フランスピアノ                 | 調律のコントジェンヌ           | 6万円             |
| 9月21日           | シーズン4                                          | シーズン4 決勝戦                 | シーズン4 決勝戦                                                    | 男性ブランコ                   |                                | 22万円            |
| 9月21日           | シーズン4                                          | シーズン4 決勝戦                 | シーズン4 決勝戦                                                    | なすなかにし                   |                                | 22万円            |
| 9月21日           | シーズン4                                          | シーズン4 決勝戦                 | シーズン4 決勝戦                                                    | 学天即                         |                                | 22万円            |
| 9月21日           | シーズン4                                          | シーズン4 決勝戦                 | シーズン4 決勝戦                                                    | まんぷくユナイテッド           |                                | 22万円            |
| 10月2日           | 1時間スペシャル ソウドリ・ チャンピオン カーニバル | A                                | お笑いミックスマッチ 正統派ストロングネタバトル                     | 3時のヒロイン                  | 魅惑の不揃いシンデレラ         | 41万円            |
| 10月2日           | 1時間スペシャル ソウドリ・ チャンピオン カーニバル | A                                | お笑いミックスマッチ 正統派ストロングネタバトル                     | ミキ                           | ザ・漫才ブラッド               | 41万円            |
| 10月2日           | 1時間スペシャル ソウドリ・ チャンピオン カーニバル | A                                | お笑いミックスマッチ 正統派ストロングネタバトル                     | アインシュタイン               | 顔面相対性理論                 | 41万円            |
| 10月2日           | 1時間スペシャル ソウドリ・ チャンピオン カーニバル | B                                | お笑いデスマッチ 最狂カオスネタバトル                               | ハリウッドザコシショウ         | レジェンドオブカオス           | 72万円            |
| 10月2日           | 1時間スペシャル ソウドリ・ チャンピオン カーニバル | B                                | お笑いデスマッチ 最狂カオスネタバトル                               | コロコロチキチキペッパーズ     | ザ・グレートマッドネス         | 72万円            |
| 10月2日           | 1時間スペシャル ソウドリ・ チャンピオン カーニバル | B                                | お笑いデスマッチ 最狂カオスネタバトル                               | どぶろっく                     | 偏見のダーティージョーカー     | 72万円            |
| 10月2日           | 1時間スペシャル ソウドリ・ チャンピオン カーニバル | 決勝戦                           | 決勝戦                                                              | アインシュタイン               |                                | 113万円           |
| 10月2日           | 1時間スペシャル ソウドリ・ チャンピオン カーニバル | 決勝戦                           | 決勝戦                                                              | どぶろっく                     |                                | 113万円           |
| 10月5日           | シーズン5 秋のバカ-1 クライマックス                | A                                | お笑いバカ一代芸人は誰だ！ ストロングバカネタバトル                 | ランジャタイ                   | 千年に一度のクレイジーバカ     | 5万6000円         |
| 10月5日           | シーズン5 秋のバカ-1 クライマックス                | A                                | お笑いバカ一代芸人は誰だ！ ストロングバカネタバトル                 | インポッシブル                 | 理解不能な豪腕バカ             | 5万6000円         |
| 10月5日           | シーズン5 秋のバカ-1 クライマックス                | A                                | お笑いバカ一代芸人は誰だ！ ストロングバカネタバトル                 | ハリウッドザコシショウ         | キングオブバカ                 | 5万6000円         |
| 10月12日          | シーズン5 秋のバカ-1 クライマックス                | B                                | お笑いスプリンターは誰だ！ ショートバカネタバトル                   | 虹の黄昏                       | ノールールの壊し屋バカ         | 6万円             |
| 10月12日          | シーズン5 秋のバカ-1 クライマックス                | B                                | お笑いスプリンターは誰だ！ ショートバカネタバトル                   | コウテイ                       | 突貫暴君バカ                   | 6万円             |
| 10月12日          | シーズン5 秋のバカ-1 クライマックス                | B                                | お笑いスプリンターは誰だ！ ショートバカネタバトル                   | クロスバー直撃                 | 四次元小道具バカ               | 6万円             |
| 10月12日          | シーズン5 秋のバカ-1 クライマックス                | B                                | お笑いスプリンターは誰だ！ ショートバカネタバトル                   | TEAM近藤                       | 孤高のハッスルバカ             | 6万円             |
| 10月12日          | シーズン5 秋のバカ-1 クライマックス                | B                                | お笑いスプリンターは誰だ！ ショートバカネタバトル                   | ぐりんぴーす                   | 鋼のガッツバカ                 | 6万円             |
| 10月26日          | シーズン5 秋のバカ-1 クライマックス                | C                                | 笑いのサウンドマシーンは誰だ！ リズムバカネタバトル                 | 永井佑一郎                     | ザ・グレートテンポバカ         | 4万4000円         |
| 10月26日          | シーズン5 秋のバカ-1 クライマックス                | C                                | 笑いのサウンドマシーンは誰だ！ リズムバカネタバトル                 | 新作のハーモニカ               | ビートを刻む稲妻バカ           | 4万4000円         |
| 10月26日          | シーズン5 秋のバカ-1 クライマックス                | C                                | 笑いのサウンドマシーンは誰だ！ リズムバカネタバトル                 | 西村ヒロチョ                   | 奏でるロマンティックバカ       | 4万4000円         |
| 10月26日          | シーズン5 秋のバカ-1 クライマックス                | C                                | 笑いのサウンドマシーンは誰だ！ リズムバカネタバトル                 | インスタントジョンソン         | 平成のリズムバカトライアングル | 4万4000円         |
| 11月2日           | シーズン5 秋のバカ-1 クライマックス                | D                                | 真の天然素材芸人は誰だ！ ナチュラルボーンバカ漫才バトル             | モグライダー                   | 潜在バカ能力リミッター解除     | 4万8000円         |
| 11月2日           | シーズン5 秋のバカ-1 クライマックス                | D                                | 真の天然素材芸人は誰だ！ ナチュラルボーンバカ漫才バトル             | スタンダップコーギー           | 焦燥の闘犬バカ                 | 4万8000円         |
| 11月2日           | シーズン5 秋のバカ-1 クライマックス                | D                                | 真の天然素材芸人は誰だ！ ナチュラルボーンバカ漫才バトル             | エイトブリッジ                 | バカが架ける笑橋立             | 4万8000円         |
| 11月2日           | シーズン5 秋のバカ-1 クライマックス                | D                                | 真の天然素材芸人は誰だ！ ナチュラルボーンバカ漫才バトル             | ピンタンパン                   | 天然バカ御三家                 | 4万8000円         |
| 11月9日           | シーズン5 秋のバカ-1 クライマックス                | シーズン5 決勝戦                 | シーズン5 決勝戦                                                    | ハリウッドザコシショウ         |                                | 20万8000円        |
| 11月9日           | シーズン5 秋のバカ-1 クライマックス                | シーズン5 決勝戦                 | シーズン5 決勝戦                                                    | コウテイ                       |                                | 20万8000円        |
| 11月9日           | シーズン5 秋のバカ-1 クライマックス                | シーズン5 決勝戦                 | シーズン5 決勝戦                                                    | インスタントジョンソン         |                                | 20万8000円        |
| 11月9日           | シーズン5 秋のバカ-1 クライマックス                | シーズン5 決勝戦                 | シーズン5 決勝戦                                                    | スタンダップコーギー           |                                | 20万8000円        |
| 11月16日          | シーズン6                                          | A                                | お笑い卍リベンジャーズは誰だ？ キングオブコントファイナリストバトル | そいつどいつ                   | 驚異の七面カメレオン           | 6万4000円         |
| 11月16日          | シーズン6                                          | A                                | お笑い卍リベンジャーズは誰だ？ キングオブコントファイナリストバトル | 蛙亭                           | 戦慄アブノーマル               | 6万4000円         |
| 11月16日          | シーズン6                                          | A                                | お笑い卍リベンジャーズは誰だ？ キングオブコントファイナリストバトル | 男性ブランコ                   | 遊技場のコントアクター         | 6万4000円         |
| 11月23日          | シーズン6                                          | B                                | 逆襲の爪痕を残すのは誰だ！ M-1ファイナリストリベンジバトル          | からし蓮根                     | しゃべくりボルケーノ           | 5万6000円         |
| 11月23日          | シーズン6                                          | B                                | 逆襲の爪痕を残すのは誰だ！ M-1ファイナリストリベンジバトル          | 東京ホテイソン                 | MANZAIトラディショナル         | 5万6000円         |
| 11月23日          | シーズン6                                          | B                                | 逆襲の爪痕を残すのは誰だ！ M-1ファイナリストリベンジバトル          | ウエストランド                 | ジ・アンガージメイカー         | 5万6000円         |
| 11月30日          | シーズン6                                          | C                                | 資格剥奪ピン芸人頂上決戦！ R-1グランプリレジェンドバトル            | ルシファー吉岡                 | 好色の妄想堕天使               | 3万6000円         |
| 11月30日          | シーズン6                                          | C                                | 資格剥奪ピン芸人頂上決戦！ R-1グランプリレジェンドバトル            | とにかく明るい安村             | 蘇る半裸の閃光                 | 3万6000円         |
| 11月30日          | シーズン6                                          | C                                | 資格剥奪ピン芸人頂上決戦！ R-1グランプリレジェンドバトル            | マツモトクラブ                 | 冷徹の独演モノローグ           | 3万6000円         |
| 11月30日          | シーズン6                                          | C                                | 資格剥奪ピン芸人頂上決戦！ R-1グランプリレジェンドバトル            | 大谷健太                       | 変幻自在のフリップマジシャン   | 3万6000円         |
| 12月7日           | シーズン6                                          | D                                | 2021ベストソウドリストは誰だ！ ソウドリチャンピオンズバトル         | 怪奇!YesどんぐりRPG            | 秒殺のトリプルギャガー         | 5万6000円         |
| 12月7日           | シーズン6                                          | D                                | 2021ベストソウドリストは誰だ！ ソウドリチャンピオンズバトル         | Aマッソ                        | 笑い革命女戦士                 | 5万6000円         |
| 12月7日           | シーズン6                                          | D                                | 2021ベストソウドリストは誰だ！ ソウドリチャンピオンズバトル         | スタンダップコーギー           | 焦燥の闘犬バカ                 | 5万6000円         |
| 12月14日          | シーズン6                                          | シーズン6 決勝戦                 | シーズン6 決勝戦                                                    | 男性ブランコ                   |                                | 21万2000円        |
| 12月14日          | シーズン6                                          | シーズン6 決勝戦                 | シーズン6 決勝戦                                                    | 東京ホテイソン                 |                                | 21万2000円        |
| 12月14日          | シーズン6                                          | シーズン6 決勝戦                 | シーズン6 決勝戦                                                    | 大谷健太                       |                                | 21万2000円        |
| 12月14日          | シーズン6                                          | シーズン6 決勝戦                 | シーズン6 決勝戦                                                    | スタンダップコーギー           |                                | 21万2000円        |
| 12月21日          | 獲得賞金ランキングTOP5（総集編）                   | 獲得賞金ランキングTOP5（総集編） | 獲得賞金ランキングTOP5（総集編）                                    | スタンダップコーギー           |                                |                   |
| 12月21日          | 獲得賞金ランキングTOP5（総集編）                   | 獲得賞金ランキングTOP5（総集編） | 獲得賞金ランキングTOP5（総集編）                                    | 東京ホテイソン                 |                                |                   |
| 12月21日          | 獲得賞金ランキングTOP5（総集編）                   | 獲得賞金ランキングTOP5（総集編） | 獲得賞金ランキングTOP5（総集編）                                    | 怪奇!YesどんぐりRPG            |                                |                   |
| 12月21日          | 獲得賞金ランキングTOP5（総集編）                   | 獲得賞金ランキングTOP5（総集編） | 獲得賞金ランキングTOP5（総集編）                                    | ガクテンソク                   |                                |                   |
| 12月21日          | 獲得賞金ランキングTOP5（総集編）                   | 獲得賞金ランキングTOP5（総集編） | 獲得賞金ランキングTOP5（総集編）                                    | 大谷健太                       |                                |                   |

| 2022年（令和4年） | 2022年（令和4年）                                             | 2022年（令和4年）                                      | 2022年（令和4年）                                                                   | 2022年（令和4年）                                            | 2022年（令和4年）                                      | 2022年（令和4年）                                      |
| 放送日時          | シーズン                                                      | ブロック名                                             | ブロック名                                                                          | 出演芸人（太字はその回の勝者）                               | キャッチフレーズ                                       | 獲得賞金                                               |
| ----------------- | ------------------------------------------------------------- | ------------------------------------------------------ | ----------------------------------------------------------------------------------- | ------------------------------------------------------------ | ------------------------------------------------------ | ------------------------------------------------------ |
| 1月18日           | シーズン7 ベスト・オブ・ ザ・スーパー ジェネレーション バトル | A                                                      | 最強のサンパチマスターはどの世代だ!? ベスト・オブ・漫才ジェネレーションバトル       | 流れ星☆                                                      | シューティングギャグスター                             | 4万8000円                                              |
| 1月18日           | シーズン7 ベスト・オブ・ ザ・スーパー ジェネレーション バトル | A                                                      | 最強のサンパチマスターはどの世代だ!? ベスト・オブ・漫才ジェネレーションバトル       | トット                                                       | ザ・グリーンジャスティス                               | 4万8000円                                              |
| 1月18日           | シーズン7 ベスト・オブ・ ザ・スーパー ジェネレーション バトル | A                                                      | 最強のサンパチマスターはどの世代だ!? ベスト・オブ・漫才ジェネレーションバトル       | タイムキーパー                                               | 浪速のべしゃり超新星                                   | 4万8000円                                              |
| 1月25日           | シーズン7 ベスト・オブ・ ザ・スーパー ジェネレーション バトル | B                                                      | 最強のお笑いアクターはどの世代だ!? ベスト・オブ・コントジェネレーションバトル       | ラバーガール                                                 | 不屈のポーカーフェイス                                 | 6万4000円                                              |
| 1月25日           | シーズン7 ベスト・オブ・ ザ・スーパー ジェネレーション バトル | B                                                      | 最強のお笑いアクターはどの世代だ!? ベスト・オブ・コントジェネレーションバトル       | ゾフィー                                                     | 笑いのウルトラDNA                                      | 6万4000円                                              |
| 1月25日           | シーズン7 ベスト・オブ・ ザ・スーパー ジェネレーション バトル | B                                                      | 最強のお笑いアクターはどの世代だ!? ベスト・オブ・コントジェネレーションバトル       | 金の国                                                       | 閃光のワンダーランド                                   | 6万4000円                                              |
| 2月1日            | シーズン7 ベスト・オブ・ ザ・スーパー ジェネレーション バトル | C                                                      | 最強のお笑いトライアングルはどの世代だ!? ベスト・オブ・トリオジェネレーションバトル | 鬼ヶ島                                                       | 不条理デーモンアイランド                               | 6万円                                                  |
| 2月1日            | シーズン7 ベスト・オブ・ ザ・スーパー ジェネレーション バトル | C                                                      | 最強のお笑いトライアングルはどの世代だ!? ベスト・オブ・トリオジェネレーションバトル | トンツカタン                                                 | 滅裂のトライアングル                                   | 6万円                                                  |
| 2月1日            | シーズン7 ベスト・オブ・ ザ・スーパー ジェネレーション バトル | C                                                      | 最強のお笑いトライアングルはどの世代だ!? ベスト・オブ・トリオジェネレーションバトル | バビロン                                                     | 爆裂マッスルドッキング                                 | 6万円                                                  |
| 2月8日            | シーズン7 ベスト・オブ・ ザ・スーパー ジェネレーション バトル | D                                                      | 最強のお笑いアーティストはどの世代だ!? ベスト・オブ・歌ネタジェネレーションバトル   | レイザーラモンRG                                             | ジ・アウトシングサイダー                               | 5万6000円                                              |
| 2月8日            | シーズン7 ベスト・オブ・ ザ・スーパー ジェネレーション バトル | D                                                      | 最強のお笑いアーティストはどの世代だ!? ベスト・オブ・歌ネタジェネレーションバトル   | AMEMIYA                                                      | 孤高の情熱ギタリスト                                   | 5万6000円                                              |
| 2月8日            | シーズン7 ベスト・オブ・ ザ・スーパー ジェネレーション バトル | D                                                      | 最強のお笑いアーティストはどの世代だ!? ベスト・オブ・歌ネタジェネレーションバトル   | きつね                                                       | 歌謡エレクトロニック劇場                               | 5万6000円                                              |
| 2月8日            | シーズン7 ベスト・オブ・ ザ・スーパー ジェネレーション バトル | D                                                      | 最強のお笑いアーティストはどの世代だ!? ベスト・オブ・歌ネタジェネレーションバトル   | ソロデビュー's                                               | 青春のリズムイズム                                     | 5万6000円                                              |
| 2月15日           | シーズン7 ベスト・オブ・ ザ・スーパー ジェネレーション バトル | シーズン7 決勝進出4組・予選ネタ一挙公開!               | シーズン7 決勝進出4組・予選ネタ一挙公開!                                            | トット                                                       |                                                        |                                                        |
| 2月15日           | シーズン7 ベスト・オブ・ ザ・スーパー ジェネレーション バトル | シーズン7 決勝進出4組・予選ネタ一挙公開!               | シーズン7 決勝進出4組・予選ネタ一挙公開!                                            | ラバーガール                                                 |                                                        |                                                        |
| 2月15日           | シーズン7 ベスト・オブ・ ザ・スーパー ジェネレーション バトル | シーズン7 決勝進出4組・予選ネタ一挙公開!               | シーズン7 決勝進出4組・予選ネタ一挙公開!                                            | トンツカタン                                                 |                                                        |                                                        |
| 2月15日           | シーズン7 ベスト・オブ・ ザ・スーパー ジェネレーション バトル | シーズン7 決勝進出4組・予選ネタ一挙公開!               | シーズン7 決勝進出4組・予選ネタ一挙公開!                                            | レイザーラモンRG                                             |                                                        |                                                        |
| 2月22日           | シーズン7 ベスト・オブ・ ザ・スーパー ジェネレーション バトル | 決勝戦                                                 | 決勝戦                                                                              | トット                                                       |                                                        | 22万8000円                                             |
| 2月22日           | シーズン7 ベスト・オブ・ ザ・スーパー ジェネレーション バトル | 決勝戦                                                 | 決勝戦                                                                              | ラバーガール                                                 |                                                        | 22万8000円                                             |
| 2月22日           | シーズン7 ベスト・オブ・ ザ・スーパー ジェネレーション バトル | 決勝戦                                                 | 決勝戦                                                                              | トンツカタン                                                 |                                                        | 22万8000円                                             |
| 2月22日           | シーズン7 ベスト・オブ・ ザ・スーパー ジェネレーション バトル | 決勝戦                                                 | 決勝戦                                                                              | レイザーラモンRG                                             |                                                        | 22万8000円                                             |
| 3月1日            | シーズン8 お笑い事務所 オールスター戦                         | A                                                      | オールスター事務所対抗バトル 漫才の陣                                               | まんじゅう大帝国                                             | 静かなるエンパイア                                     | 7万6000円                                              |
| 3月1日            | シーズン8 お笑い事務所 オールスター戦                         | A                                                      | オールスター事務所対抗バトル 漫才の陣                                               | ガクテンソク                                                 | からくりの話術師                                       | 7万6000円                                              |
| 3月1日            | シーズン8 お笑い事務所 オールスター戦                         | A                                                      | オールスター事務所対抗バトル 漫才の陣                                               | カミナリ                                                     | 轟のサンダーアタック                                   | 7万6000円                                              |
| 3月8日            | シーズン8 お笑い事務所 オールスター戦                         | B                                                      | オールスター事務所対抗バトル コントの乱                                             | しゃもじ                                                     | 琉球のお笑い海人                                       | 6万円                                                  |
| 3月8日            | シーズン8 お笑い事務所 オールスター戦                         | B                                                      | オールスター事務所対抗バトル コントの乱                                             | ザ・ギース                                                   | 不敵のIQアクター                                       | 6万円                                                  |
| 3月8日            | シーズン8 お笑い事務所 オールスター戦                         | B                                                      | オールスター事務所対抗バトル コントの乱                                             | トンツカタン                                                 | 滅裂のトライアングル                                   | 6万円                                                  |
| 3月15日           | シーズン8 お笑い事務所 オールスター戦                         | C                                                      | オールスター事務所対抗バトル 個性派の戦                                             | だーりんず                                                   | 最愛の不毛地帯                                         | 4万4000円                                              |
| 3月15日           | シーズン8 お笑い事務所 オールスター戦                         | C                                                      | オールスター事務所対抗バトル 個性派の戦                                             | イワイガワ                                                   | キングオブクラシック                                   | 4万4000円                                              |
| 3月15日           | シーズン8 お笑い事務所 オールスター戦                         | C                                                      | オールスター事務所対抗バトル 個性派の戦                                             | オッパショ石                                                 | 鈍光のキモカワ宝石                                     | 4万4000円                                              |
| 3月15日           | シーズン8 お笑い事務所 オールスター戦                         | C                                                      | オールスター事務所対抗バトル 個性派の戦                                             | ぽんぽこ                                                     | ザ・クレイジースクリーム                               | 4万4000円                                              |
| 3月22日           | シーズン8 お笑い事務所 オールスター戦                         | D                                                      | オールスター事務所対抗バトル 老舗の合戦                                             | パンプキンポテトフライ                                       | 誘いの絶妙ハイトーン                                   | 4万4000円                                              |
| 3月22日           | シーズン8 お笑い事務所 オールスター戦                         | D                                                      | オールスター事務所対抗バトル 老舗の合戦                                             | ブリキカラス                                                 | 低音のシュールシューター                               | 4万4000円                                              |
| 3月22日           | シーズン8 お笑い事務所 オールスター戦                         | D                                                      | オールスター事務所対抗バトル 老舗の合戦                                             | 納言                                                         | やさぐれ偏見ヒットマン                                 | 4万4000円                                              |
| 3月22日           | シーズン8 お笑い事務所 オールスター戦                         | D                                                      | オールスター事務所対抗バトル 老舗の合戦                                             | ファイヤーサンダー                                           | 笑撃の垂直落下                                         | 4万4000円                                              |
| 3月29日           | シーズン8 お笑い事務所 オールスター戦                         | 決勝戦                                                 | 決勝戦                                                                              | ガクテンソク                                                 |                                                        | 22万4000円                                             |
| 3月29日           | シーズン8 お笑い事務所 オールスター戦                         | 決勝戦                                                 | 決勝戦                                                                              | しゃもじ                                                     |                                                        | 22万4000円                                             |
| 3月29日           | シーズン8 お笑い事務所 オールスター戦                         | 決勝戦                                                 | 決勝戦                                                                              | だーりんず                                                   |                                                        | 22万4000円                                             |
| 3月29日           | シーズン8 お笑い事務所 オールスター戦                         | 決勝戦                                                 | 決勝戦                                                                              | ファイヤーサンダー                                           |                                                        | 22万4000円                                             |
| 4月5日            | 特別企画・解体新笑                                            | 特別企画・解体新笑                                     | 特別企画・解体新笑                                                                  | 特別企画・解体新笑                                           | 特別企画・解体新笑                                     | 特別企画・解体新笑                                     |
| 4月12日           | ソウドリ大賞（総集編）                                        | ソウドリ大賞（総集編）                                 | ソウドリ大賞（総集編）                                                              | コウテイ                                                     |                                                        |                                                        |
| 4月12日           | ソウドリ大賞（総集編）                                        | ソウドリ大賞（総集編）                                 | ソウドリ大賞（総集編）                                                              | スタンダップコーギー                                         |                                                        |                                                        |
| 4月12日           | ソウドリ大賞（総集編）                                        | ソウドリ大賞（総集編）                                 | ソウドリ大賞（総集編）                                                              | なすなかにし                                                 |                                                        |                                                        |
| 4月12日           | ソウドリ大賞（総集編）                                        | ソウドリ大賞（総集編）                                 | ソウドリ大賞（総集編）                                                              | 錦鯉                                                         |                                                        |                                                        |
| 4月12日           | ソウドリ大賞（総集編）                                        | ソウドリ大賞（総集編）                                 | ソウドリ大賞（総集編）                                                              | 虹の黄昏                                                     |                                                        |                                                        |
| 4月26日           | シーズン9                                                     | A                                                      | 真の二刀流芸人は誰だ!? コント師漫才バトル                                           | 男性ブランコ                                                 | 遊技場のコントアクター                                 | 8万4000円                                              |
| 4月26日           | シーズン9                                                     | A                                                      | 真の二刀流芸人は誰だ!? コント師漫才バトル                                           | かもめんたる                                                 | 狂気のメンタルスケルター                               | 8万4000円                                              |
| 4月26日           | シーズン9                                                     | A                                                      | 真の二刀流芸人は誰だ!? コント師漫才バトル                                           | ビスケットブラザーズ                                         | 妄想奇天烈兄弟                                         | 8万4000円                                              |
| 5月3日            | シーズン9                                                     | B                                                      | 美しきお笑い男の娘は誰だ!? 女装コント師バトル                                       | スクールゾーン                                               | 企みのヒューマンマジック                               | 4万4000円                                              |
| 5月3日            | シーズン9                                                     | B                                                      | 美しきお笑い男の娘は誰だ!? 女装コント師バトル                                       | オドるキネマ                                                 | 恋の火遊びレイトショー                                 | 4万4000円                                              |
| 5月3日            | シーズン9                                                     | B                                                      | 美しきお笑い男の娘は誰だ!? 女装コント師バトル                                       | ダニエルズ                                                   | 荒ぶるヒステリックシアター                             | 4万4000円                                              |
| 5月10日           | シーズン9                                                     | C                                                      | 笑いの常識をぶっ壊すのは誰だ!? フリースタイル漫才バトル                             | マリオネットブラザーズ                                       | 戯れの操り人形                                         | 4万4000円                                              |
| 5月10日           | シーズン9                                                     | C                                                      | 笑いの常識をぶっ壊すのは誰だ!? フリースタイル漫才バトル                             | TCクラクション                                               | 笑いの警笛二重奏                                       | 4万4000円                                              |
| 5月10日           | シーズン9                                                     | C                                                      | 笑いの常識をぶっ壊すのは誰だ!? フリースタイル漫才バトル                             | オダウエダ                                                   | ぶっ飛びの破壊女王                                     | 4万4000円                                              |
| 5月17日           | シーズン9                                                     | D                                                      | ヘビー級女芸人No.1は誰だ!?パワフルガールズネタバトル                                | あっぱれ婦人会                                               | ノスタルジック・ハイテンション                         | 4万円                                                  |
| 5月17日           | シーズン9                                                     | D                                                      | ヘビー級女芸人No.1は誰だ!?パワフルガールズネタバトル                                | 天才ピアニスト                                               | 浪速の濃厚フォルティッシモ                             | 4万円                                                  |
| 5月17日           | シーズン9                                                     | D                                                      | ヘビー級女芸人No.1は誰だ!?パワフルガールズネタバトル                                | ゆめちゃん                                                   | 偽りのセクシー摩天楼                                   | 4万円                                                  |
| 5月17日           | シーズン9                                                     | D                                                      | ヘビー級女芸人No.1は誰だ!?パワフルガールズネタバトル                                | ヨネダ2000                                                   | 麗しのシュールメーカー                                 | 4万円                                                  |
| 5月24日           | シーズン9                                                     | 決勝戦                                                 | 決勝戦                                                                              | 男性ブランコ                                                 |                                                        | 21万2000円                                             |
| 5月24日           | シーズン9                                                     | 決勝戦                                                 | 決勝戦                                                                              | ダニエルズ                                                   |                                                        | 21万2000円                                             |
| 5月24日           | シーズン9                                                     | 決勝戦                                                 | 決勝戦                                                                              | マリオネットブラザーズ                                       |                                                        | 21万2000円                                             |
| 5月24日           | シーズン9                                                     | 決勝戦                                                 | 決勝戦                                                                              | 天才ピアニスト                                               |                                                        | 21万2000円                                             |
| 5月31日           | 特別企画・解体新笑                                            | 特別企画・解体新笑                                     | 特別企画・解体新笑                                                                  | 特別企画・解体新笑                                           | 特別企画・解体新笑                                     | 特別企画・解体新笑                                     |
| 6月7日            | シーズン10                                                    | A                                                      | 舌鋒鋭いダーク芸人は誰だ!?毒ネタバトル                                              | お見送り芸人しんいち                                         | 猛毒のシンガーソングライター                           | 5万2000円                                              |
| 6月7日            | シーズン10                                                    | A                                                      | 舌鋒鋭いダーク芸人は誰だ!?毒ネタバトル                                              | 鬼越トマホーク                                               | 放言の喧嘩屋アウトロー                                 | 5万2000円                                              |
| 6月7日            | シーズン10                                                    | A                                                      | 舌鋒鋭いダーク芸人は誰だ!?毒ネタバトル                                              | ウエストランド                                               | ジ・アンガーメイカー                                   | 5万2000円                                              |
| 6月14日           | シーズン10                                                    | B                                                      | 見た目の逆境を笑いに変えるのは誰だ!?最強非モテ芸人ネタバトル                        | シシガシラ                                                   | 薄毛の革命戦士                                         | 4万円                                                  |
| 6月14日           | シーズン10                                                    | B                                                      | 見た目の逆境を笑いに変えるのは誰だ!?最強非モテ芸人ネタバトル                        | 幸せのトナリ                                                 | 反逆の明朗陰キャ                                       | 4万円                                                  |
| 6月14日           | シーズン10                                                    | B                                                      | 見た目の逆境を笑いに変えるのは誰だ!?最強非モテ芸人ネタバトル                        | カカロニ                                                     | 矛盾のナルシズム                                       | 4万円                                                  |
| 6月21日           | シーズン10                                                    | C                                                      | 最強の再注目芸人は誰だ!?中堅芸人ガチネタバトル                                      | ラバーガール                                                 | 不屈のポーカーフェイス                                 | 8万円                                                  |
| 6月21日           | シーズン10                                                    | C                                                      | 最強の再注目芸人は誰だ!?中堅芸人ガチネタバトル                                      | デニス                                                       | 燃える陽気なブラジルソウル                             | 8万円                                                  |
| 6月21日           | シーズン10                                                    | C                                                      | 最強の再注目芸人は誰だ!?中堅芸人ガチネタバトル                                      | 5GAP                                                         | ドタバタ12面相                                         | 8万円                                                  |
| 6月28日           | シーズン10                                                    | D                                                      | 最強のアンダー5芸人は誰だ!?事務所イチ押しルーキーネタバトル                         | こたけ正義感                                                 | 嘆きのリーガルハイテンション                           | 5万2000円                                              |
| 6月28日           | シーズン10                                                    | D                                                      | 最強のアンダー5芸人は誰だ!?事務所イチ押しルーキーネタバトル                         | モシモシ                                                     | 熱血ミクスド三銃士                                     | 5万2000円                                              |
| 6月28日           | シーズン10                                                    | D                                                      | 最強のアンダー5芸人は誰だ!?事務所イチ押しルーキーネタバトル                         | 10億円                                                       | 漆黒のお笑い強奪犯                                     | 5万2000円                                              |
| 7月5日            | シーズン10                                                    | 決勝戦                                                 | 決勝戦                                                                              | 鬼越トマホーク                                               |                                                        | 22万4000円                                             |
| 7月5日            | シーズン10                                                    | 決勝戦                                                 | 決勝戦                                                                              | 幸せのトナリ                                                 |                                                        | 22万4000円                                             |
| 7月5日            | シーズン10                                                    | 決勝戦                                                 | 決勝戦                                                                              | 5GAP                                                         |                                                        | 22万4000円                                             |
| 7月5日            | シーズン10                                                    | 決勝戦                                                 | 決勝戦                                                                              | こたけ正義感                                                 |                                                        | 22万4000円                                             |
| 7月12日           | 特別企画・解体新笑                                            | 特別企画・解体新笑                                     | 特別企画・解体新笑                                                                  | 特別企画・解体新笑                                           | 特別企画・解体新笑                                     | 特別企画・解体新笑                                     |
| 7月19日           | 特別企画・解体新笑                                            | 特別企画・解体新笑                                     | 特別企画・解体新笑                                                                  | 特別企画・解体新笑                                           | 特別企画・解体新笑                                     | 特別企画・解体新笑                                     |
| 7月25日           | シーズン11                                                    | A                                                      | 世界最強のバカタッグは誰だ!?バカユニットバトル!                                     | シャウト!!（サンシャイン池崎＆バイク川崎バイク）             | 絶叫の暴走バカ二輪                                     | 7万6000円                                              |
| 7月25日           | シーズン11                                                    | A                                                      | 世界最強のバカタッグは誰だ!?バカユニットバトル!                                     | やす子と野田ちゃん（やす子＆野田ちゃん）                     | ポジティブバカサバイバーズ                             | 7万6000円                                              |
| 7月25日           | シーズン11                                                    | A                                                      | 世界最強のバカタッグは誰だ!?バカユニットバトル!                                     | お見送りロマンティック（西村ヒロチョ＆お見送り芸人しんいち） | 夢想の旋律バカユニット                                 | 7万6000円                                              |
| 8月2日            | シーズン11                                                    | B                                                      | ゴーイングマイウェイバカは誰だ!?オーバー40バカ芸人バトル                            | 5GAP                                                         | 怪人バカ20面相                                         | 4万4000円                                              |
| 8月2日            | シーズン11                                                    | B                                                      | ゴーイングマイウェイバカは誰だ!?オーバー40バカ芸人バトル                            | キンタロー。                                                 | 憑依のバカクイーン                                     | 4万4000円                                              |
| 8月2日            | シーズン11                                                    | B                                                      | ゴーイングマイウェイバカは誰だ!?オーバー40バカ芸人バトル                            | インスタントジョンソン                                       | 熟練のバカトライアングル                               | 4万4000円                                              |
| 8月9日            | シーズン11                                                    | C                                                      | 生粋のバカ芸人は誰だ!?ナチュラルボーンバカ芸人バトル                                | スタンダップコーギー                                         | 焦燥の闘犬バカ                                         | 4万8000円                                              |
| 8月9日            | シーズン11                                                    | C                                                      | 生粋のバカ芸人は誰だ!?ナチュラルボーンバカ芸人バトル                                | ぱーてぃーちゃん                                             | 制御不能のパリピバカ                                   | 4万8000円                                              |
| 8月9日            | シーズン11                                                    | C                                                      | 生粋のバカ芸人は誰だ!?ナチュラルボーンバカ芸人バトル                                | エルシャラカーニ                                             | 脱線バカ一代                                           | 4万8000円                                              |
| 8月16日           | シーズン11                                                    | D                                                      | グレイテストバカショーマンは誰だ!?肉体派バカ芸人バトル                              | ガリットチュウ                                               | ビルドアップ模写バカ                                   | 3万6000円                                              |
| 8月16日           | シーズン11                                                    | D                                                      | グレイテストバカショーマンは誰だ!?肉体派バカ芸人バトル                              | ねこじゃらし                                                 | 漆黒のマッスルバカ                                     | 3万6000円                                              |
| 8月16日           | シーズン11                                                    | D                                                      | グレイテストバカショーマンは誰だ!?肉体派バカ芸人バトル                              | まりんか                                                     | リトルバカ大サーカス                                   | 3万6000円                                              |
| 8月23日           | シーズン11                                                    | 決勝戦                                                 | 決勝戦                                                                              | シャウト!!                                                   | 絶叫の暴走バカ二輪                                     | 20万4000円                                             |
| 8月23日           | シーズン11                                                    | 決勝戦                                                 | 決勝戦                                                                              | 5GAP                                                         | 怪人バカ20面相                                         | 20万4000円                                             |
| 8月23日           | シーズン11                                                    | 決勝戦                                                 | 決勝戦                                                                              | エルシャラカーニ                                             | 脱線バカ一代                                           | 20万4000円                                             |
| 8月23日           | シーズン11                                                    | 決勝戦                                                 | 決勝戦                                                                              | まりんか                                                     | リトルバカ大サーカス                                   | 20万4000円                                             |
| 8月30日           | 特別企画・解体新笑                                            | 特別企画・解体新笑                                     | 特別企画・解体新笑                                                                  | 特別企画・解体新笑                                           | 特別企画・解体新笑                                     | 特別企画・解体新笑                                     |
| 9月6日            | シーズン12                                                    | A                                                      | キングオブコント決勝常連コント師リベンジバトル                                      | ラブレターズ                                                 | 反骨の小さな巨人                                       | 6万4000円                                              |
| 9月6日            | シーズン12                                                    | A                                                      | キングオブコント決勝常連コント師リベンジバトル                                      | うるとらブギーズ                                             | 超絶コントツイスター                                   | 6万4000円                                              |
| 9月6日            | シーズン12                                                    | A                                                      | キングオブコント決勝常連コント師リベンジバトル                                      | わらふぢなるお                                               | 粘着のサイコキラー                                     | 6万4000円                                              |
| 9月13日           | シーズン12                                                    | B                                                      | 記録も記憶も残せなかったコント師リベンジバトル                                      | ビスケットブラザーズ                                         | 妄想奇天烈兄弟                                         | 4万円                                                  |
| 9月13日           | シーズン12                                                    | B                                                      | 記録も記憶も残せなかったコント師リベンジバトル                                      | そいつどいつ                                                 | 憑依の変幻カメレオン                                   | 4万円                                                  |
| 9月13日           | シーズン12                                                    | B                                                      | 記録も記憶も残せなかったコント師リベンジバトル                                      | ゾフィー                                                     | 笑いのウルトラDNA                                      | 4万円                                                  |
| 9月20日           | シーズン12                                                    | C                                                      | 前評判は高いが決勝いってないコント師リベンジバトル                                  | スクールゾーン                                               | 企みのヒューマンミミック                               | 6万円                                                  |
| 9月20日           | シーズン12                                                    | C                                                      | 前評判は高いが決勝いってないコント師リベンジバトル                                  | ゼンモンキー                                                 | 連弾トリプルスパーク                                   | 6万円                                                  |
| 9月20日           | シーズン12                                                    | C                                                      | 前評判は高いが決勝いってないコント師リベンジバトル                                  | トンツカタン                                                 | 滅裂のトライアングル                                   | 6万円                                                  |
| 9月27日           | 特別企画・解体新笑                                            | 特別企画・解体新笑                                     | 特別企画・解体新笑                                                                  | 特別企画・解体新笑                                           | 特別企画・解体新笑                                     | 特別企画・解体新笑                                     |
| 10月4日           | シーズン12                                                    | D                                                      | コント王者不在事務所リベンジバトル                                                  | さんだる                                                     | 韋駄天のコントメイカー                                 | 7万2000円                                              |
| 10月4日           | シーズン12                                                    | D                                                      | コント王者不在事務所リベンジバトル                                                  | 青色1号                                                      | 新星ブルーライジング                                   | 7万2000円                                              |
| 10月4日           | シーズン12                                                    | D                                                      | コント王者不在事務所リベンジバトル                                                  | TCクラクション                                               | 絶叫の警笛                                             | 7万2000円                                              |
| 10月11日          | シーズン12                                                    | 決勝戦                                                 | 決勝戦                                                                              | うるとらブギーズ                                             | 超絶コントツイスター                                   | 23万6000円                                             |
| 10月11日          | シーズン12                                                    | 決勝戦                                                 | 決勝戦                                                                              | ビスケットブラザーズ                                         | 妄想奇天烈兄弟                                         | 23万6000円                                             |
| 10月11日          | シーズン12                                                    | 決勝戦                                                 | 決勝戦                                                                              | トンツカタン                                                 | 滅裂のトライアングル                                   | 23万6000円                                             |
| 10月11日          | シーズン12                                                    | 決勝戦                                                 | 決勝戦                                                                              | 青色1号                                                      | 新星ブルーライジング                                   | 23万6000円                                             |
| 10月18日          | 特別企画・解体新笑                                            | 特別企画・解体新笑                                     | 特別企画・解体新笑                                                                  | 特別企画・解体新笑                                           | 特別企画・解体新笑                                     | 特別企画・解体新笑                                     |
| 10月25日          | シーズン13                                                    | A                                                      | NEXT M-1王者は誰だ!? よしもと若手漫才師バトル                                       | ネイチャーバーガー                                           | 轟のツッコミボルテージ                                 | 6万8000円                                              |
| 10月25日          | シーズン13                                                    | A                                                      | NEXT M-1王者は誰だ!? よしもと若手漫才師バトル                                       | 9番街レトロ                                                  | 路地裏のジョーカー                                     | 6万8000円                                              |
| 10月25日          | シーズン13                                                    | A                                                      | NEXT M-1王者は誰だ!? よしもと若手漫才師バトル                                       | 隣人                                                         | 荒ぶる漫才フーリガン                                   | 6万8000円                                              |
| 11月1日           | シーズン13                                                    | B                                                      | NEXT M-1王者は誰だ!? 事務所イチ押し若手漫才師バトル                                 | ストレッチーズ                                               | 伸び盛るゴールデンルーキー                             | 5万6000円                                              |
| 11月1日           | シーズン13                                                    | B                                                      | NEXT M-1王者は誰だ!? 事務所イチ押し若手漫才師バトル                                 | カナメストーン                                               | 常陸国の仕事人                                         | 5万6000円                                              |
| 11月1日           | シーズン13                                                    | B                                                      | NEXT M-1王者は誰だ!? 事務所イチ押し若手漫才師バトル                                 | TOKYO COOL                                                   | 全力爆弾ジジイ                                         | 5万6000円                                              |
| 11月8日           | シーズン13                                                    | C                                                      | NEXT職人漫才師は誰だ!? よしもといぶし銀漫才バトル                                   | イシバシハザマ                                               | 円熟のべしゃリズム                                     | 4万円                                                  |
| 11月8日           | シーズン13                                                    | C                                                      | NEXT職人漫才師は誰だ!? よしもといぶし銀漫才バトル                                   | ゆったり感                                                   | 丁々発止のフィールメーカー                             | 4万円                                                  |
| 11月8日           | シーズン13                                                    | C                                                      | NEXT職人漫才師は誰だ!? よしもといぶし銀漫才バトル                                   | チーモンチョーチュウ                                         | 一撃必笑のハイトーン                                   | 4万円                                                  |
| 11月15日          | シーズン13                                                    | D                                                      | NEXT師匠は誰だ!? 漫才協会派遣争奪バトル                                             | 磁石                                                         | しゃべくりストロングスタイル                           | 4万4000円                                              |
| 11月15日          | シーズン13                                                    | D                                                      | NEXT師匠は誰だ!? 漫才協会派遣争奪バトル                                             | Hi-Hi                                                        | ザ・グレートアバウト                                   | 4万4000円                                              |
| 11月15日          | シーズン13                                                    | D                                                      | NEXT師匠は誰だ!? 漫才協会派遣争奪バトル                                             | 三拍子                                                       | 変則のサンパチ侍                                       | 4万4000円                                              |
| 11月22日          | シーズン13                                                    | 決勝戦                                                 | 決勝戦                                                                              | 9番街レトロ                                                  | 路地裏のジョーカー                                     | 20万8000円                                             |
| 11月22日          | シーズン13                                                    | 決勝戦                                                 | 決勝戦                                                                              | TOKYO COOL                                                   | 全力爆弾ジジイ                                         | 20万8000円                                             |
| 11月22日          | シーズン13                                                    | 決勝戦                                                 | 決勝戦                                                                              | イシバシハザマ                                               | 円熟のべしゃリズム                                     | 20万8000円                                             |
| 11月22日          | シーズン13                                                    | 決勝戦                                                 | 決勝戦                                                                              | Hi-Hi                                                        | ザ・グレートアバウト                                   | 20万8000円                                             |
| 11月28日          | 特別企画・解体新笑                                            | 特別企画・解体新笑                                     | 特別企画・解体新笑                                                                  | 特別企画・解体新笑                                           | 特別企画・解体新笑                                     | 特別企画・解体新笑                                     |
| 12月5日           | 特別企画・解体新笑 KOC王者ビスケットブラザーズ独占取材        | 特別企画・解体新笑 KOC王者ビスケットブラザーズ独占取材 | 特別企画・解体新笑 KOC王者ビスケットブラザーズ独占取材                              | 特別企画・解体新笑 KOC王者ビスケットブラザーズ独占取材       | 特別企画・解体新笑 KOC王者ビスケットブラザーズ独占取材 | 特別企画・解体新笑 KOC王者ビスケットブラザーズ独占取材 |
| 12月12日          | 特別企画・解体新笑 KOC王者ビスケットブラザーズ独占取材        | 特別企画・解体新笑 KOC王者ビスケットブラザーズ独占取材 | 特別企画・解体新笑 KOC王者ビスケットブラザーズ独占取材                              | 特別企画・解体新笑 KOC王者ビスケットブラザーズ独占取材       | 特別企画・解体新笑 KOC王者ビスケットブラザーズ独占取材 | 特別企画・解体新笑 KOC王者ビスケットブラザーズ独占取材 |
| 12月19日          | 2022年獲得賞金ランキングSP                                    | 2022年獲得賞金ランキングSP                             | 2022年獲得賞金ランキングSP                                                          | ガクテンソク                                                 |                                                        |                                                        |
| 12月19日          | 2022年獲得賞金ランキングSP                                    | 2022年獲得賞金ランキングSP                             | 2022年獲得賞金ランキングSP                                                          | シャウト!!（サンシャイン池崎＆バイク川崎バイク）             |                                                        |                                                        |
| 12月19日          | 2022年獲得賞金ランキングSP                                    | 2022年獲得賞金ランキングSP                             | 2022年獲得賞金ランキングSP                                                          | 5GAP                                                         |                                                        |                                                        |
| 12月19日          | 2022年獲得賞金ランキングSP                                    | 2022年獲得賞金ランキングSP                             | 2022年獲得賞金ランキングSP                                                          | 男性ブランコ                                                 |                                                        |                                                        |

| 2023年（令和5年） | 2023年（令和5年）                                     | 2023年（令和5年）                                     | 2023年（令和5年）                                             | 2023年（令和5年）                                     | 2023年（令和5年）                                     | 2023年（令和5年）                                     |
| 放送日時          |                                                       | ブロック名                                            | ブロック名                                                    | 出演芸人（太字はその回の勝者）                        | キャッチフレーズ                                      | 獲得賞金                                              |
| ----------------- | ----------------------------------------------------- | ----------------------------------------------------- | ------------------------------------------------------------- | ----------------------------------------------------- | ----------------------------------------------------- | ----------------------------------------------------- |
| 1月10日           | シーズン14                                            | A                                                     | 日本一早いキングオブコント前哨戦バトル                        | サスペンダーズ                                        | 不条理の人間劇場                                      | 4万8000円                                             |
| 1月10日           | シーズン14                                            | A                                                     | 日本一早いキングオブコント前哨戦バトル                        | いぬ                                                  | 禁断ハッスルミュージアム                              | 4万8000円                                             |
| 1月10日           | シーズン14                                            | A                                                     | 日本一早いキングオブコント前哨戦バトル                        | サルゴリラ                                            | 暴走コントコング                                      | 4万8000円                                             |
| 1月24日           | シーズン14                                            | B                                                     | 2023年バズるのは誰だ!? 日本一早いナンバーワン音ネタ芸人バトル | YELLOWww                                              | 猛烈ビートクレイジー                                  | 5万6000円                                             |
| 1月24日           | シーズン14                                            | B                                                     | 2023年バズるのは誰だ!? 日本一早いナンバーワン音ネタ芸人バトル | バンビーノ                                            | 全力リズム少年                                        | 5万6000円                                             |
| 1月24日           | シーズン14                                            | B                                                     | 2023年バズるのは誰だ!? 日本一早いナンバーワン音ネタ芸人バトル | クロコップ                                            | 笑劇のターミネーター                                  | 5万6000円                                             |
| 1月31日           | シーズン14                                            | C                                                     | 2023年の漫才王者は誰だ!? 日本一早いM-1前哨戦バトル            | ケビンス                                              | 戦慄のパワフルスナイパー                              | 5万2000円                                             |
| 1月31日           | シーズン14                                            | C                                                     | 2023年の漫才王者は誰だ!? 日本一早いM-1前哨戦バトル            | ヘンダーソン                                          | 出鱈目しゃべくリスト                                  | 5万2000円                                             |
| 1月31日           | シーズン14                                            | C                                                     | 2023年の漫才王者は誰だ!? 日本一早いM-1前哨戦バトル            | 人間横丁                                              | 脱力のゆるふわインパクト                              | 5万2000円                                             |
| 2月7日            | シーズン14                                            | D                                                     | 2023年一番ハマる芸人は誰だ!? 日本一早い沼芸人バトル           | ラパルフェ                                            | 情熱ものまねパリジャン                                | 4万円                                                 |
| 2月7日            | シーズン14                                            | D                                                     | 2023年一番ハマる芸人は誰だ!? 日本一早い沼芸人バトル           | サノライブ                                            | 孤高のコント＆レスポンス                              | 4万円                                                 |
| 2月7日            | シーズン14                                            | D                                                     | 2023年一番ハマる芸人は誰だ!? 日本一早い沼芸人バトル           | ヨネダ2000                                            | 麗しのシュールメイカー                                | 4万円                                                 |
| 2月14日           | シーズン14                                            | 決勝戦                                                | 決勝戦                                                        | サスペンダーズ                                        | 不条理の人間劇場                                      | 19万6000円                                            |
| 2月14日           | シーズン14                                            | 決勝戦                                                | 決勝戦                                                        | バンビーノ                                            | 全力リズム少年                                        | 19万6000円                                            |
| 2月14日           | シーズン14                                            | 決勝戦                                                | 決勝戦                                                        | ケビンス                                              | 戦慄のパワフルスナイパー                              | 19万6000円                                            |
| 2月14日           | シーズン14                                            | 決勝戦                                                | 決勝戦                                                        | ラパルフェ                                            | 情熱ものまねパリジャン                                | 19万6000円                                            |
| 2月21日           | 特別企画・解体新笑                                    | 特別企画・解体新笑                                    | 特別企画・解体新笑                                            | 特別企画・解体新笑                                    | 特別企画・解体新笑                                    | 特別企画・解体新笑                                    |
| 2月28日           | シーズン15                                            | A                                                     | 超世代しゃべくりNo.1は誰だ!?アンダー10漫才師バトル            | 令和ロマン                                            | 新世代魔人                                            | 4万8000円                                             |
| 2月28日           | シーズン15                                            | A                                                     | 超世代しゃべくりNo.1は誰だ!?アンダー10漫才師バトル            | ダイヤモンド                                          | 漆黒の10カラット                                      | 4万8000円                                             |
| 2月28日           | シーズン15                                            | A                                                     | 超世代しゃべくりNo.1は誰だ!?アンダー10漫才師バトル            | さすらいラビー                                        | 憑依の奇変人劇場                                      | 4万8000円                                             |
| 3月7日            | シーズン15                                            | B                                                     | 実力派世代しゃべくりNo.1は誰だ!?オーバー20漫才師バトル        | タイムマシーン3号                                     | 時空の重量リーパー                                    | 7万2000円                                             |
| 3月7日            | シーズン15                                            | B                                                     | 実力派世代しゃべくりNo.1は誰だ!?オーバー20漫才師バトル        | ロケット団                                            | フランス座の鉄人                                      | 7万2000円                                             |
| 3月7日            | シーズン15                                            | B                                                     | 実力派世代しゃべくりNo.1は誰だ!?オーバー20漫才師バトル        | 2丁拳銃                                               | ザ・漫才リボルバー                                    | 7万2000円                                             |
| 3月14日           | シーズン15                                            | C                                                     | 超世代アクターNo.1は誰だ!?アンダー15コント師バトル            | 金の国                                                | 閃光のワンダーランド                                  | 5万6000円                                             |
| 3月14日           | シーズン15                                            | C                                                     | 超世代アクターNo.1は誰だ!?アンダー15コント師バトル            | スパイシーガーリック                                  | 劇薬のスーパーノヴァ                                  | 5万6000円                                             |
| 3月14日           | シーズン15                                            | C                                                     | 超世代アクターNo.1は誰だ!?アンダー15コント師バトル            | カゲヤマ                                              | 濃厚キャラボックス                                    | 5万6000円                                             |
| 3月21日           | シーズン15                                            | D                                                     | 実力派世代アクターNo.1は誰だ!?オーバー15コント師バトル        | GAG                                                   | 不揃いの3連星                                         | 5万2000円                                             |
| 3月21日           | シーズン15                                            | D                                                     | 実力派世代アクターNo.1は誰だ!?オーバー15コント師バトル        | や団                                                  | 弾丸のトリプルギャング                                | 5万2000円                                             |
| 3月21日           | シーズン15                                            | D                                                     | 実力派世代アクターNo.1は誰だ!?オーバー15コント師バトル        | ザ・ギース                                            | 不敵のIQアクター                                      | 5万2000円                                             |
| 3月28日           | シーズン15                                            | 決勝戦                                                | 決勝戦                                                        | さすらいラビー                                        | 憑依の奇変人劇場                                      | 22万8000円                                            |
| 3月28日           | シーズン15                                            | 決勝戦                                                | 決勝戦                                                        | タイムマシーン3号                                     | 時空の重量リーパー                                    | 22万8000円                                            |
| 3月28日           | シーズン15                                            | 決勝戦                                                | 決勝戦                                                        | カゲヤマ                                              | 濃厚キャラボックス                                    | 22万8000円                                            |
| 3月28日           | シーズン15                                            | 決勝戦                                                | 決勝戦                                                        | ザ・ギース                                            | 不敵のIQアクター                                      | 22万8000円                                            |
| 4月4日            | 特別企画・解体新笑                                    | 特別企画・解体新笑                                    | 特別企画・解体新笑                                            | 特別企画・解体新笑                                    | 特別企画・解体新笑                                    | 特別企画・解体新笑                                    |
| 4月11日           | 特別企画・解体新笑                                    | 特別企画・解体新笑                                    | 特別企画・解体新笑                                            | 特別企画・解体新笑                                    | 特別企画・解体新笑                                    | 特別企画・解体新笑                                    |
| 4月18日           | シーズン16 ソウドリ・チャンピオンカーニバル           | A                                                     | 歴代王者・獲得ソウドリ賞金TOP3バトル                          | ガクテンソク                                          | からくりの話術師                                      | 7万2000円                                             |
| 4月18日           | シーズン16 ソウドリ・チャンピオンカーニバル           | A                                                     | 歴代王者・獲得ソウドリ賞金TOP3バトル                          | さすらいラビー                                        | 憑依の奇変人劇場                                      | 7万2000円                                             |
| 4月18日           | シーズン16 ソウドリ・チャンピオンカーニバル           | A                                                     | 歴代王者・獲得ソウドリ賞金TOP3バトル                          | 青色1号                                               | 新星ブルーライジング                                  | 7万2000円                                             |
| 4月25日           | シーズン16 ソウドリ・チャンピオンカーニバル           | B                                                     | R-1王者緊急参戦 ピン芸人王者バトル                            | 田津原理音                                            | ザ・バトルフリッパー                                  | 4万円                                                 |
| 4月25日           | シーズン16 ソウドリ・チャンピオンカーニバル           | B                                                     | R-1王者緊急参戦 ピン芸人王者バトル                            | 大谷健太                                              | 変幻自在のフリップマジシャン                          | 4万円                                                 |
| 4月25日           | シーズン16 ソウドリ・チャンピオンカーニバル           | B                                                     | R-1王者緊急参戦 ピン芸人王者バトル                            | 怪奇!YesどんぐりRPG                                   | 秒殺のトリプルギャガー                                | 4万円                                                 |
| 5月2日            | シーズン16 ソウドリ・チャンピオンカーニバル           | C                                                     | 超個性派芸人バトル                                            | 5GAP                                                  | 怪人バカ20面相                                        | 5万2000円                                             |
| 5月2日            | シーズン16 ソウドリ・チャンピオンカーニバル           | C                                                     | 超個性派芸人バトル                                            | TOKYO COOL                                            | 全力爆弾ジジイ                                        | 5万2000円                                             |
| 5月2日            | シーズン16 ソウドリ・チャンピオンカーニバル           | C                                                     | 超個性派芸人バトル                                            | 東京ホテイソン                                        | MANZAIトラディショナル                                | 5万2000円                                             |
| 5月9日            | シーズン16 ソウドリ・チャンピオンカーニバル           | 決勝戦                                                | 決勝戦                                                        | さすらいラビー                                        | 憑依の奇変人劇場                                      | 16万4000円                                            |
| 5月9日            | シーズン16 ソウドリ・チャンピオンカーニバル           | 決勝戦                                                | 決勝戦                                                        | 怪奇!YesどんぐりRPG                                   | 秒殺のトリプルギャガー                                | 16万4000円                                            |
| 5月9日            | シーズン16 ソウドリ・チャンピオンカーニバル           | 決勝戦                                                | 決勝戦                                                        | 5GAP                                                  | 怪人バカ20面相                                        | 16万4000円                                            |
| 5月16日           | 特別企画・解体新笑                                    | 特別企画・解体新笑                                    | 特別企画・解体新笑                                            | 特別企画・解体新笑                                    | 特別企画・解体新笑                                    | 特別企画・解体新笑                                    |
| 5月23日           | 特別企画・解体新笑                                    | 特別企画・解体新笑                                    | 特別企画・解体新笑                                            | 特別企画・解体新笑                                    | 特別企画・解体新笑                                    | 特別企画・解体新笑                                    |
| 5月30日           | 放送100回記念!創立2周年記念!〜激闘の軌跡〜（総集編）  | 放送100回記念!創立2周年記念!〜激闘の軌跡〜（総集編）  | 放送100回記念!創立2周年記念!〜激闘の軌跡〜（総集編）          | 青色1号                                               |                                                       |                                                       |
| 5月30日           | 放送100回記念!創立2周年記念!〜激闘の軌跡〜（総集編）  | 放送100回記念!創立2周年記念!〜激闘の軌跡〜（総集編）  | 放送100回記念!創立2周年記念!〜激闘の軌跡〜（総集編）          | Aマッソ                                               |                                                       |                                                       |
| 5月30日           | 放送100回記念!創立2周年記念!〜激闘の軌跡〜（総集編）  | 放送100回記念!創立2周年記念!〜激闘の軌跡〜（総集編）  | 放送100回記念!創立2周年記念!〜激闘の軌跡〜（総集編）          | 9番街レトロ                                           |                                                       |                                                       |
| 5月30日           | 放送100回記念!創立2周年記念!〜激闘の軌跡〜（総集編）  | 放送100回記念!創立2周年記念!〜激闘の軌跡〜（総集編）  | 放送100回記念!創立2周年記念!〜激闘の軌跡〜（総集編）          | 男性ブランコ                                          |                                                       |                                                       |
| 5月30日           | 放送100回記念!創立2周年記念!〜激闘の軌跡〜（総集編）  | 放送100回記念!創立2周年記念!〜激闘の軌跡〜（総集編）  | 放送100回記念!創立2周年記念!〜激闘の軌跡〜（総集編）          | どぶろっく                                            |                                                       |                                                       |
| 5月30日           | 放送100回記念!創立2周年記念!〜激闘の軌跡〜（総集編）  | 放送100回記念!創立2周年記念!〜激闘の軌跡〜（総集編）  | 放送100回記念!創立2周年記念!〜激闘の軌跡〜（総集編）          | ミキ                                                  |                                                       |                                                       |
| 6月6日            | 特別企画・解体新笑（総集編）                          | 特別企画・解体新笑（総集編）                          | 特別企画・解体新笑（総集編）                                  | 特別企画・解体新笑（総集編）                          | 特別企画・解体新笑（総集編）                          | 特別企画・解体新笑（総集編）                          |
| 6月13日           | 「解体新笑」特別編〜平成ノブシコブシを解体〜          | 「解体新笑」特別編〜平成ノブシコブシを解体〜          | 「解体新笑」特別編〜平成ノブシコブシを解体〜                  | 「解体新笑」特別編〜平成ノブシコブシを解体〜          | 「解体新笑」特別編〜平成ノブシコブシを解体〜          | 「解体新笑」特別編〜平成ノブシコブシを解体〜          |
| 6月20日           | 解体新笑LIVE 第1弾                                    | 解体新笑LIVE 第1弾                                    | 解体新笑LIVE 第1弾                                            | ギャロップ                                            |                                                       |                                                       |
| 6月20日           | 解体新笑LIVE 第1弾                                    | 解体新笑LIVE 第1弾                                    | 解体新笑LIVE 第1弾                                            | 豆鉄砲                                                |                                                       |                                                       |
| 6月27日           | 解体新笑LIVE 第1弾                                    | 解体新笑LIVE 第1弾                                    | 解体新笑LIVE 第1弾                                            | マシンガンズ                                          |                                                       |                                                       |
| 6月27日           | 解体新笑LIVE 第1弾                                    | 解体新笑LIVE 第1弾                                    | 解体新笑LIVE 第1弾                                            | ツンツクツン万博                                      |                                                       |                                                       |
| 7月4日            | 解体新笑LIVE 第1弾                                    | 解体新笑LIVE 第1弾                                    | 解体新笑LIVE 第1弾                                            | ランジャタイ                                          |                                                       |                                                       |
| 7月4日            | 解体新笑LIVE 第1弾                                    | 解体新笑LIVE 第1弾                                    | 解体新笑LIVE 第1弾                                            | ダウ90000                                             |                                                       |                                                       |
| 7月11日           | 解体新笑LIVE 第1弾                                    | 解体新笑LIVE 第1弾                                    | 解体新笑LIVE 第1弾                                            | ちゃんぴおんず                                        |                                                       |                                                       |
| 7月11日           | 解体新笑LIVE 第1弾                                    | 解体新笑LIVE 第1弾                                    | 解体新笑LIVE 第1弾                                            | ハリウッドザコシショウ                                |                                                       |                                                       |
| 7月18日           | 解体新笑LIVE 第1弾                                    | 解体新笑LIVE 第1弾                                    | 解体新笑LIVE 第1弾                                            | 街裏ぴんく                                            |                                                       |                                                       |
| 7月18日           | 解体新笑LIVE 第1弾                                    | 解体新笑LIVE 第1弾                                    | 解体新笑LIVE 第1弾                                            | TKO                                                   |                                                       |                                                       |
| 7月25日           | 解体新笑LIVE 第2弾                                    | 解体新笑LIVE 第2弾                                    | 解体新笑LIVE 第2弾                                            | ケビンス                                              |                                                       |                                                       |
| 7月25日           | 解体新笑LIVE 第2弾                                    | 解体新笑LIVE 第2弾                                    | 解体新笑LIVE 第2弾                                            | ハマカーン                                            |                                                       |                                                       |
| 8月1日            | 解体新笑LIVE 第2弾                                    | 解体新笑LIVE 第2弾                                    | 解体新笑LIVE 第2弾                                            | 宮下草薙                                              |                                                       |                                                       |
| 8月1日            | 解体新笑LIVE 第2弾                                    | 解体新笑LIVE 第2弾                                    | 解体新笑LIVE 第2弾                                            | ナイチンゲールダンス                                  |                                                       |                                                       |
| 8月8日            | 解体新笑LIVE 第2弾                                    | 解体新笑LIVE 第2弾                                    | 解体新笑LIVE 第2弾                                            | 三四郎                                                |                                                       |                                                       |
| 8月8日            | 解体新笑LIVE 第2弾                                    | 解体新笑LIVE 第2弾                                    | 解体新笑LIVE 第2弾                                            | キャプテンバイソン                                    |                                                       |                                                       |
| 8月15日           | 解体新笑LIVE 第2弾                                    | 解体新笑LIVE 第2弾                                    | 解体新笑LIVE 第2弾                                            | ラバーガール                                          |                                                       |                                                       |
| 8月15日           | 解体新笑LIVE 第2弾                                    | 解体新笑LIVE 第2弾                                    | 解体新笑LIVE 第2弾                                            | ダブルヒガシ                                          |                                                       |                                                       |
| 8月29日           | 解体新笑LIVE 第2弾                                    | 解体新笑LIVE 第2弾                                    | 解体新笑LIVE 第2弾                                            | ヨネダ2000                                            |                                                       |                                                       |
| 8月29日           | 解体新笑LIVE 第2弾                                    | 解体新笑LIVE 第2弾                                    | 解体新笑LIVE 第2弾                                            | 金魚番長                                              |                                                       |                                                       |
| 9月5日            | 解体新笑LIVE 第2弾                                    | 解体新笑LIVE 第2弾                                    | 解体新笑LIVE 第2弾                                            |                                                       |                                                       |                                                       |
| 9月12日           | 解体新笑LIVE 第3弾                                    | 解体新笑LIVE 第3弾                                    | 解体新笑LIVE 第3弾                                            | ネルソンズ                                            |                                                       |                                                       |
| 9月12日           | 解体新笑LIVE 第3弾                                    | 解体新笑LIVE 第3弾                                    | 解体新笑LIVE 第3弾                                            | ゼンモンキー                                          |                                                       |                                                       |
| 9月19日           | 解体新笑LIVE 第3弾                                    | 解体新笑LIVE 第3弾                                    | 解体新笑LIVE 第3弾                                            | ニッポンの社長                                        |                                                       |                                                       |
| 9月19日           | 解体新笑LIVE 第3弾                                    | 解体新笑LIVE 第3弾                                    | 解体新笑LIVE 第3弾                                            | 江戸マリー                                            |                                                       |                                                       |
| 9月26日           | 解体新笑LIVE 第3弾                                    | 解体新笑LIVE 第3弾                                    | 解体新笑LIVE 第3弾                                            | トンツカタン                                          |                                                       |                                                       |
| 9月26日           | 解体新笑LIVE 第3弾                                    | 解体新笑LIVE 第3弾                                    | 解体新笑LIVE 第3弾                                            | おとうふ                                              |                                                       |                                                       |
| 10月3日           | 解体新笑LIVE 第3弾                                    | 解体新笑LIVE 第3弾                                    | 解体新笑LIVE 第3弾                                            | タイムマシーン3号                                     |                                                       |                                                       |
| 10月3日           | 解体新笑LIVE 第3弾                                    | 解体新笑LIVE 第3弾                                    | 解体新笑LIVE 第3弾                                            | 忘れる。                                              |                                                       |                                                       |
| 10月10日          | 解体新笑LIVE 第3弾                                    | 解体新笑LIVE 第3弾                                    | 解体新笑LIVE 第3弾                                            | スナフキンズ                                          |                                                       |                                                       |
| 10月10日          | 解体新笑LIVE 第3弾                                    | 解体新笑LIVE 第3弾                                    | 解体新笑LIVE 第3弾                                            | コロコロチキチキペッパーズ                            |                                                       |                                                       |
| 10月17日          | 特別企画・コンビ解体新笑 コロコロチキチキペッパーズ編 | 特別企画・コンビ解体新笑 コロコロチキチキペッパーズ編 | 特別企画・コンビ解体新笑 コロコロチキチキペッパーズ編         | 特別企画・コンビ解体新笑 コロコロチキチキペッパーズ編 | 特別企画・コンビ解体新笑 コロコロチキチキペッパーズ編 | 特別企画・コンビ解体新笑 コロコロチキチキペッパーズ編 |
| 10月24日          | シーズン17 秋のバカ-1クライマックス                   | A                                                     | No.1バカはどの世代だ!?バカ3世代統一戦                         | YELLOWww                                              |                                                       |                                                       |
| 10月24日          | シーズン17 秋のバカ-1クライマックス                   | A                                                     | No.1バカはどの世代だ!?バカ3世代統一戦                         | ななまがり                                            |                                                       |                                                       |
| 10月24日          | シーズン17 秋のバカ-1クライマックス                   | A                                                     | No.1バカはどの世代だ!?バカ3世代統一戦                         | レイザーラモン                                        |                                                       |                                                       |
| 10月31日          | シーズン17 秋のバカ-1クライマックス                   | B                                                     | 一番バカな賞レース王者は誰だ!?バカチャンピオン統一戦          | ビスケットブラザーズ                                  |                                                       |                                                       |
| 10月31日          | シーズン17 秋のバカ-1クライマックス                   | B                                                     | 一番バカな賞レース王者は誰だ!?バカチャンピオン統一戦          | オダウエダ                                            |                                                       |                                                       |
| 10月31日          | シーズン17 秋のバカ-1クライマックス                   | B                                                     | 一番バカな賞レース王者は誰だ!?バカチャンピオン統一戦          | 5GAP                                                  |                                                       |                                                       |
| 11月6日           | シーズン17 秋のバカ-1クライマックス                   | C                                                     | No.1ワールドバカは誰だ!?世界バカ統一戦                        | ウエスP                                               |                                                       |                                                       |
| 11月6日           | シーズン17 秋のバカ-1クライマックス                   | C                                                     | No.1ワールドバカは誰だ!?世界バカ統一戦                        | TOKYO COOL                                            |                                                       |                                                       |
| 11月6日           | シーズン17 秋のバカ-1クライマックス                   | C                                                     | No.1ワールドバカは誰だ!?世界バカ統一戦                        | ガリットチュウ                                        |                                                       |                                                       |
| 11月13日          | シーズン17 秋のバカ-1クライマックス                   | D                                                     | バカを貫くオンリーワン芸人No.1芸人は誰だ!?バカピン芸人統一戦  | キンタロー。                                          |                                                       |                                                       |
| 11月13日          | シーズン17 秋のバカ-1クライマックス                   | D                                                     | バカを貫くオンリーワン芸人No.1芸人は誰だ!?バカピン芸人統一戦  | あぁ〜しらき                                          |                                                       |                                                       |
| 11月13日          | シーズン17 秋のバカ-1クライマックス                   | D                                                     | バカを貫くオンリーワン芸人No.1芸人は誰だ!?バカピン芸人統一戦  | チャンス大城                                          |                                                       |                                                       |
| 11月20日          | シーズン17 秋のバカ-1クライマックス                   | 決勝戦                                                | 決勝戦                                                        | レイザーラモン                                        |                                                       |                                                       |
| 11月20日          | シーズン17 秋のバカ-1クライマックス                   | 決勝戦                                                | 決勝戦                                                        | 5GAP                                                  |                                                       |                                                       |
| 11月20日          | シーズン17 秋のバカ-1クライマックス                   | 決勝戦                                                | 決勝戦                                                        | ウエスP                                               |                                                       |                                                       |
| 11月20日          | シーズン17 秋のバカ-1クライマックス                   | 決勝戦                                                | 決勝戦                                                        | チャンス大城                                          |                                                       | 10万円                                                |

## ネット局
| 放送対象地域 | 放送局                    | 系列    | 放送期間                      | 放送日時                       | 備考       |
| ------------ | ------------------------- | ------- | ----------------------------- | ------------------------------ | ---------- |
| 関東広域圏   | TBSテレビ（TBS）          | TBS系列 | 2021年4月27日 -               | 火曜 0:58 - 1:28（月曜深夜）   | 制作局     |
| 岩手県       | IBC岩手放送（IBC）        | TBS系列 | 2021年10月5日 -               | 火曜 0:58 - 1:28（月曜深夜）   | 同時ネット |
| 熊本県       | 熊本放送（RKK）           | TBS系列 | 2022年4月26日 -               | 火曜 0:58 - 1:28（月曜深夜）   | 同時ネット |
| 愛媛県       | あいテレビ（itv）         | TBS系列 | 2021年4月27日 -               | 火曜 1:30 - 2:00（月曜深夜）   | 遅れネット |
| 広島県       | 中国放送（RCC）           | TBS系列 | 2021年5月6日 -                | 木曜 0:55 - 1:25（水曜深夜）   | 遅れネット |
| 長野県       | 信越放送（SBC）           | TBS系列 | 2021年5月11日 -               | 金曜 0:26 - 翌0:56（木曜深夜） | 遅れネット |
| 大分県       | 大分放送（OBS）           | TBS系列 | 2021年5月12日 -               | 水曜 0:55 - 1:25（火曜深夜）   | 遅れネット |
| 近畿広域圏   | 毎日放送（MBS）           | TBS系列 | 2021年5月16日 -               | 不定期                         | 遅れネット |
| 富山県       | チューリップテレビ（TUT） | TBS系列 | 2021年5月28日 -               | 金曜 1:40 - 2:10（木曜深夜）   | 遅れネット |
| 福岡県       | RKB毎日放送（RKB）        | TBS系列 | 2022年4月19日 - 2023年3月28日 | 火曜 0:55 - 1:25（月曜深夜）   | 遅れネット |

1時間スペシャル
- 2021年7月6日（火曜）22:00 - 22:57 ※TBS系全国ネット（通常は火曜ドラマ枠）
- 2021年10月2日（土曜）15:30 - 16:30 ※TBS系全国ネット（お笑いの日2021内）

## スタッフ
- 総合演出：藪木健太郎（共テレ）
- ナレーション：佐藤文康（TBSアナウンサー）
- 構成：大平尚志、酒井義文、藤井直樹、細川拓朗
- TM：中村全希（TBSテレビ）
- TD：水崎雄太【週替り】
- TD/カメラ：宮下政人【週替り】
- カメラ：矢崎勝人、村井陽亮、徳武正裕【週替り】
- VE：吉田崇、久保澤知史、田中香鈴、則竹香、木野内洋、下斗米孝仁【週替り】
- 音声：長井愛美、平川圭史、和田良介、杉山雄飛【週替り】
- 照明：木戸昭彦、富井泰良【週替り】
- 美術プロデューサー・美術デザイナー：中村嘉邦
- 美術ディレクター：海老原修一（以前は美術制作）
- 装置：正代俊明
- 操作：権田博之
- 電飾：渡辺竜明
- アクリル装飾：森美男
- 装飾：青柳涼花
- ヘアメイク：近藤見紀
- CGデザイン：デジデリック
- 編集：藤田拓斗、林迪晴、名和雄太【週替り】
- MA：小田口将史
- 音効：阿部雄太（MAL）
- TK：伊藤佳加
- 編成：野村和矢（TBSテレビ）
- 宣伝：白井可奈子（TBSテレビ）
- 配信：石橋茉美（TBSテレビ）
- デスク：椿美貴子
- AD：新井夏美、基村優介
- AP：新藤穂波、古舘由美子
- 制作協力：共テレ
- 演出：神田ひろあき（洋昭）（TBSテレビ）
- ディレクター：新井孝輔（Platform,Inc.）、飛田竜平（アルファ・グリッド）、加藤貴史、宮﨑里奈（宮﨑→以前はAD）
- プロデューサー：松原拓也（TBSテレビ）、高宮一徳（共テレ）、仲村孝明（アルファ・グリッド）
- 制作プロデューサー：坂本義幸（TBSテレビ、以前はチーフプロデューサー）
- 制作：TBSテレビコンテンツ制作局バラエティ制作3部（2021年9月まではバラエティ制作1部）
- 製作著作：TBS

### 過去のスタッフ
- ナレーション：太田真一郎
- TM：森和哉（TBSテレビ）
- TD：米山亨
- 美術制作：鈴木康裕
- ヘアメイク：西村紘美
- 編成：佐藤美紀、吉田健一、三浦萌、松本佳奈子（TBSテレビ）
- 宣伝：中島聡（TBSテレビ）
- AD：熊﨑心、石﨑翼、川名智也、川尻百美
- AP：澤田和平
- 担当プロデューサー：樋江井彰敏、志賀大士（TBSテレビ）
- ディレクター：大関人夢
- MP：渡辺英樹（TBSテレビ）
- プロデューサー：田村恵里（TBSテレビ）